# Kukuruzwette
Als Kukuruzwette (Kukuruz = österr. Mais) ist in Österreich eine Wette um Maiserträge bekannt, zu der es 1960 zwischen dem österreichischen Nationalratspräsidenten Leopold Figl und dem sowjetischen Regierungschef Nikita Chruschtschow kam. Die Begebenheit erlangte allgemeine Bekanntheit und „im aufstrebenden Österreich der 1960er-Jahre eine große symbolische Bedeutung“.

## Staatsbesuch
Chruschtschow befand sich Anfang Juli 1960 zu einem mehrtägigen Staatsbesuch in Österreich, im Zuge dessen es unter anderem zu Gesprächen über Abrüstungsfragen und die Restitution österreichischer Dokumente durch die Sowjets kam. Die Reise hatte grundsätzlich den Charakter eines Freundschaftsbesuchs und weniger konkrete politische Erfolge zum Ziel. Chruschtschow hielt in seinen Memoiren dazu fest:

„Wir hatten überhaupt keine Forderungen gegenüber Österreich, und Österreich hatte keine gegenüber uns.“

Dennoch dauerte der Staatsbesuch außergewöhnlich lange. Chruschtschow hielt sich insgesamt neun Tage in Österreich auf und besuchte mehrere Bundesländer.
Am Sonntag, den 3. Juli besuchte der sowjetische Ministerpräsident den elterlichen Bauernhof des ehemaligen österreichischen Bundeskanzlers und nunmehrigen Nationalratspräsidenten Leopold Figl in Niederösterreich, der von dessen Bruder Josef bewirtschaftet wurde. Chruschtschow und Figl kannten einander noch von den Verhandlungen um den Österreichischen Staatsvertrag. Teil des Besuches war unter anderem die Besichtigung des Viehs, der landwirtschaftlichen Maschinen und sogar des Misthaufens.

## Wette
Dem sowjetischen Ministerpräsidenten war schon während der Fahrt zum Hof die angeblich geringe Wuchshöhe der österreichischen Maispflanzen aufgefallen. Im Gespräch mit Figl behauptete er, dass sowjetisches Saatgut zehnmal so viel Ernteertrag bringen würde wie österreichisches. Schließlich wurde eine Wette abgeschlossen und als Einsatz ein Schwein festgesetzt. Es war erwartet worden, dass es sich um eine lediglich symbolische Abmachung handelte, der man keine weitere Beachtung schenken würde. Daher war die Überraschung groß, als Chruschtschow ein Jahr später russisches Saatgut zur Ausbringung schickte. Der sowjetische Botschafter nahm sich der Wette persönlich an und diese wurde ernsthaft durchgeführt:

„Figls Bruder, der den Bauernhof führte, studierte sogar in Ungarn das russische Saatgut, und ein sowjetischer Agrarexperte der Botschaft in Wien kontrollierte das von den Russen angelegte Feld in Rust.“

Schließlich wurde festgestellt, dass die beiden Saaten fast gleichwertig seien. Figl hatte damit die Wette gewonnen, auch wenn er den Wetteinsatz selbst nie erhielt. Beim sowjetischen Machthaber hinterließ sein Österreich-Besuch letztlich positive Erinnerungen:

„In mir blieb ein wunderbarer Eindruck vom Aufenthalt in Österreich. Das ist ein märchenhaftes Land. Dort gibt es ausgezeichnete Straßen, sehr schöne Hügel und grüne Wiesen und eine Landschaft, die das Auge liebkost.“

## Rezeption
Während der Staatsbesuch selbst international für Aufsehen sorgte und, nach kritischen Aussagen Chruschtschows gegenüber den USA und der Bundesrepublik Deutschland, sogar zu diplomatischen Protesten gegen Österreich führte, wurde die Kukuruzwette selbst vor allem anekdotisch rezipiert und im Sinne eines gestärkten österreichischen National- und Leistungsbewusstseins interpretiert.